# Octave Joly
Pour les articles homonymes, voir Joly.
Octave Joly, né le 5 mai 1910 à Momignies (province de Hainaut) et mort le 7 juin 1988 à Bruxelles (province de Brabant), est un scénariste de bande dessinée belge. Il est principalement connu pour avoir scénarisé Les Belles Histoires de l'oncle Paul de 1951 à 1976 soit environ 1100 récits.

## Biographie
Octave Joly naît le 5 mai 1910 à Momignies, dans la province de Hainaut. Il fait des études dans une école d'agriculture, tout en rêvant d'une carrière de marin, mais se tourne finalement vers le journalisme. Sa carrière commence en 1930, lorsqu'il publie son premier article dans l'hebdomadaire Ciné-miroir. Il rédige quelques récits de voyages pour le journal belge Le Soir, mais il doit interrompre ses activités pour effectuer son service militaire. Entre 1934 et 1939, Joly rédige plusieurs articles et chroniques d'opinion pour le journal belge L'Opinion Publique. Une fois de plus, ses obligations militaires interfèrent avec sa carrière littéraire lorsqu'il est mobilisé pendant la Seconde Guerre mondiale. En 1940, les troupes nazies le firent prisonnier de guerre. Après la guerre, il devient rédacteur en chef adjoint du magazine L'Informateur-Midi, et en 1947, il se reconvertit comme scénariste et opérateur pour un studio de cinéma. Joly rédige des publicités pour Radio Luxembourg. Il devient scénariste pour le studio de cinéma de Claude Misonne et entre 1949 et 1955, il écrit plus de cinq cents spots publicitaires pour l'agence Vandam-K.H., pour lesquels il reçoit également un prix international de la publicité.
Octave Joly, journaliste indépendant, travaillant à la World's de Georges Troisfontaines publie le 9 août 1951 son premier Oncle Paul (Comment naquit la Marseillaise) dans Spirou, illustré par Dino Attanasio.
À cette même période, il scénarise la biographie de Stanley, dessinée par Victor Hubinon. En 1955, il écrira également Tom et Nelly pour Albert Uderzo dans Risque-Tout,.
Il collabore aussi aux débuts de Pilote. Avec Eddy Paape, il réalise La Merveilleuse histoire de saint Nicolas et crée des planches de jeux. 
En 1962, il publie quelques courts récits dans Vaillant.

## Autres activités
- Directeur du mensuel illustré À travers le monde (1931-1932)
- Secrétaire de rédaction et metteur en pages de l'hebdomadaire belge L'Opinion publique (1934 à 1939)
- Rédacteur en chef-adjoint du quotidien L'Informateur-Midi (1945)
- Scénariste de courts-métrages publicitaires cinématographiques pour l'agence Vandam-K.H. (1949 à 1955)

## Œuvres

### Albums de bande dessinée

#### Marco Polo
- 1. Marco Polo[12], Michel Deligne, Bruxelles, 1977
Scénario : Octave Joly - Dessin : Albert Uderzo - Couleurs : noir et blanc,Couverture : Jacques Géron. Format normal.
- 2. Le Mystère du dragon noir, Michel Deligne, Bruxelles, 1977
Scénario : Octave Joly - Dessin : Pierre Dupuis - Couleurs : noir et blanc,Couverture : Jacques Géron. Format normal.

## Postérité
Thierry Martens, ancien rédacteur en chef de Spirou, sous le nom de plume de M. Archive, lui rend hommage dans cet hebdomadaire dans le no 2632 du 21 septembre 1988 : 

« L'âge seulement freinera sa plume à la fin des années 1970. Depuis, l'oncle Paul a pris sa retraite. Sa voix et ses récits nous restent en mémoire. »

#### Périodiques
- M. Archive alias Thierry Martens, « Dossier Spirou : Qui est qui ? », Spirou (supplément), Dupuis, no 1652,‎ 11 décembre 1969, p. 3 (lire en ligne)
- M. Archive alias Thierry Martens, « Dossier Spirou : Qui êtes-vous Mr. Joly ? », Spirou (supplément), Dupuis, no 1660,‎ 5 février 1970, p. 1 (lire en ligne).
- M. Archive alias Thierry Martens, « La dernière histoire de l'Oncle Paul », Spirou, Dupuis, no 2632,‎ 21 septembre 1988, p. 5-6 (ISSN 0771-8071, lire en ligne, consulté le 12 avril 2023)
- Hugues Dayez, « Les aventures d'un journal : L'usine de l'Oncle Paul », Spirou, Dupuis, no 3727,‎ 16 septembre 2009, p. 29 (ISSN 0771-8071)
- Lewis, « Remember Octave Joly », Hop !, Aurillac, AEMEGBD, no 45,‎ 1989 (ISSN 0768-9357).

#### Articles
- Gilles Ratier, « Les premières « Belles Histoires de l’Oncle Paul »… », BDzoom,‎ 26 novembre 2013 (lire en ligne, consulté le 20 juin 2022).